# Єлизавета Нюрнберзька
Єлизавета Нюрнберзька (1358  — 26 липня 1411 , Гайдельберг ) — дочка Фрідріха V, бургграфа Нюрнберга та Єлизавети Мейсенської. Дружина Рупрехта, курфюрста Пфальца з 1398 року і короля Німеччини з 1400 року.

## Біографія
Єлизавета народилася в 1358 році. 27 червня 1374 року вона вийшла заміж за Рупрехта, спадкоємця курфюрста Пфальца Рупрехта II. У подружжя було шість синів і три дочки, які досягли повноліття. Єлизавета стала курфюрстиною Пфальца, коли Рупрехт успадковував своєму батькові 6 січня 1398 року, і королевою римлян, коли він був обраний королем римлян 21 серпня 1400 року. Рупрехт помер 18 травня 1410 року; Єлизавета померла трохи більше року тому, 26 липня 1411 року.

## Родина
Чоловік — Рупрехт, король Німеччини
Діти:
- Рупрехт Піпан (1375—1397)
- Маргарита (1376—1434) — дружина Карла II, герцога Лотарингії
- Фрідріх (1377—1401)
- Людвіг (1378—1436) — курфюрст Пфальца у 1410—1436 роках, одружений з Бланкою, дочкою короля Англії Генріха IV
- Агнеса (1379—1401) — дружина графа Клевського Адольфа II (I)
- Єлизавета (1381—1408) — дружина Фрідриха IV Габсбурга, герцога Австрійського, сина Леопольда III
- Йоганн (1383—1443) — граф Пфальц-Ноймарктський
- Стефан (1385—1459) — граф Пфальц-Зіммерн-Цвайбрюкенський
- Оттон (1390—1461) — граф Пфальц-Мосбаський